# Port-Lesney
Port-Lesney är en kommun i departementet Jura i regionen Bourgogne-Franche-Comté i östra Frankrike. Kommunen ligger i kantonen Villers-Farlay som tillhör arrondissementet Dole. År 2022 hade Port-Lesney 539 invånare.

## Befolkningsutveckling
Antalet invånare i kommunen Port-Lesney
Referens:INSEE